# Ferdinand von Roemer
Carl Ferdinand Roemer (adlad von Roemer), född 5 januari 1818 i Hildesheim, död 14 december 1891 i Breslau, var en tysk paleontolog och geolog. Han var bror till Friedrich Adolph och Hermann Roemer.
Roemer, som var den yngste av tre bröder, som alla gjorde sig kända som geologer, blev docent i Bonn 1848 och professor i Breslau 1855. Åren 1845–1848 reste han i Texas och besökte sedan flertalet av Europas länder. Under 1856 och 1878 företog han resor i Sverige. Han ägnade stor uppmärksamhet åt de i Nordtysklands lösa jordlager förekommande fossilförande lösa blocken och deras ursprungliga moderklyft, senast i Lethæa erratica (1887). Förutom en mängd andra arbeten utgav han Geologie von Ober-Schlesien (med karta), studerade Westfalens och Texas kritbildningar (Die Kreidebildungen von Texas und ihre organischen Einschlüsse, 1852), Tennessees silurbildningar med mera och påbörjade en ny bearbetning, delvis efter ny plan, av Heinrich Georg Bronns bekanta "Lethæa geognostica", varav det band, som behandlar de paleozoiska systemen, Lethæa palæozoica, utkom 1876–1883. Han tilldelades Murchisonmedaljen 1885.